# 松原貴子 (建勲神社宮司)
松原 貴子（まつばら たかこ）は、日本の神職。建勲神社宮司。

## 経歴
建勲神社宮司松原宏の子として誕生。
高校卒業後、東京の大学に進学。そのまま東京で就職し、その間にアメリカに留学して日本を外から見てその良さを再認識したという。また結婚し、子供も生まれた。
2007年（平成19年）頃、弟が跡を継がないことになって父より声が掛かり、「女性の神職さんもいるよ」との言葉を受けて一念発起し、神職資格を取得した。
2010年（平成22年）より、建勲神社にて奉職を開始する。この時、父から「とにかく掃除を大切にしなさい」と最初に言われたのだという。その後同社禰宜に昇任し、2015年（平成27年）には同社所蔵の日記『孝親公記』（中山孝親著）の史料調査に訪れた金子拓・遠藤珠紀を父と共に受け容れている。さらに権宮司に昇任し、2022年（令和4年）5月に宮司に就任した。

## 出演

### ラジオ番組
- 『makicomi x kyoto 月曜日』「saganecchi x kyoto」（2022年10月24日、RADIO MIX KYOTO） - ゲスト出演[* 4]

### 書籍出典
1. ↑  『おふたいむ』No.242, p. 1.

### ウェブサイト出典
1. 1 2 3 4 5  “京都のはじまりと歴史の山―船岡山”. 京都で遊ぼうART (2015年5月). 2024年1月18日時点のオリジナルよりアーカイブ。2024年1月18日閲覧。
2. 1 2  “石鳥居のご奉納・宮司就任のご挨拶”. 宮司講話集.  建勲神社. 2022年10月25日時点のオリジナルよりアーカイブ。2024年1月18日閲覧。
3. ↑  “24.建勲神社所蔵文書の調査・撮影”.  東京大学史料編纂所. 2024年1月18日時点のオリジナルよりアーカイブ。2024年1月18日閲覧。
4. ↑  “10月24日【makicomi x kyoto 月曜日】” (2022年10月24日). 2024年1月18日時点のオリジナルよりアーカイブ。2024年1月18日閲覧。